# Кировское (Свердловская область)
Ки́ровское (до 1962 года — Монасты́рское) — село в Алапаевском районе Свердловской области России, входящее в муниципальное образование Алапаевское. Центр Кировского территориального управления.

## География
Село расположено к востоку от Уральских гор, на левом берегу реки Нейвы, при устьях двух притоков: реки Ежуковки на западе села и реки Таборки на востоке. Село находится к северо-востоку от Екатеринбурга и Нижнего Тагила, в 27 км на северо-восток от города Алапаевска (по шоссе 32 км). В этом месте Нейва делает большую петлю, образуя у берегов села несколько заводей и островов.
К северу от села Кировского проходит автодорога регионального значения 65К-0110000 Верхняя Синячиха — Ирбит. Село связано автобусным сообщением с  Алапаевскоми Ирбитом.

## История
Село Монастырское было основано в 1621 году при освоении земель Алапаевского уезда как форпост русских поселений на Урале.
Там был основан укреплённый Невьянский Богоявленский монастырь, вокруг которого и образовалось село. Монастырь упразднён в 1764, а в 1783 году монахи переехали в село Абалак под Тобольском, образовав Абалакский Знаменский монастырь. В 1818 в селе заложен (вместо прежнего деревянного) трёхпрестольный каменный храм, главный престол которого освящён в 1840 году во имя Богоявления Господня. Храм построен в классическом стиле. В 1935 году Богоявленский храм закрыт по решению властей, в дальнейшем частично разрушен. В начале 2000-х его вернули верующим, с 2016 года храм действующий.
В 1962 году указом Президиума Верховного Совета РСФСР село Монастырское переименовано в Кировское.
Законом Свердловской области от 19 декабря 2016 года № 143-ОЗ к селу Кировскому была присоединена деревня Швецова.

## Население
| 1873 | 2002  | 2010 |
| ---- | ----- | ---- |
| 1049 | ↗1057 | ↘900 |

## Инфраструктура
В селе действует православный храм во имя Богоявления Господня. Работают дом культуры с библиотекой, школа, детский сад, фельдшерско-акушерский пункт, пожарный пост, отделение «Почты России» и несколько магазинов. 
Кроме храма, в селе сохранилось несколько зданий прошлых веков, в том числе магазин-амбар (использующийся по назначению), здания фельдшерско-акушерского пункта, пожарного поста и некоторые другие. Имеется два памятника участникам Великой Отечественной войны.

## Промышленность
- ООО «Монастырское».
- ООО «Скорпион».
- ООО «Стелс».